# Hubertus Mynarek
Hubertus Mynarek (* 6. April 1929 in Groß Strehlitz, Provinz Oberschlesien; † 7. September 2024) war ein deutscher Philosoph, Theologe, ehemaliger katholischer Priester, Autor, Hochschullehrer und Kirchenkritiker.

## Leben
Mynarek wuchs in einem katholischen Elternhaus auf. Die NSDAP schlug ihn für den Besuch einer NS-Eliteschule vor, was ihm aber von seinem Vater untersagt wurde. Stattdessen besuchte er das Gymnasium in Groß Strehlitz. 1945 geriet Mynarek in polnische Gefangenschaft. Während seiner Haft fasste er den Entschluss, katholischer Priester zu werden. Er studierte Theologie, Philosophie und Psychologie an der Universität Krakau und schloss das Studium 1952 mit einer Arbeit über theologische Aspekte bei dem Lebensphilosophen Max Scheler ab. 1953 wurde Mynarek zum katholischen Priester geweiht. 1954 wurde er mit seiner Dissertation über Johannes Hessens Philosophie des religiösen Erlebnisses zum Dr. theol. promoviert. 1956 wurde er Lizentiat der Philosophie.
1958 siedelte Mynarek in die Bundesrepublik Deutschland über, wirkte von 1965 bis 1968 als Dozent und ab 1966 als außerordentlicher Professor für Fundamentaltheologie und Religionswissenschaft an der philosophisch-theologischen Hochschule der Universität Bamberg. Mynarek habilitierte sich 1966 bei Josef Hasenfuß in Würzburg mit der Schrift Die naturtheologische Anthropologie Herman Schells, die 1967 ohne wesentliche Veränderungen in zwei Buchausgaben erschien. 1968 wurde er als ordentlicher Professor für Religionswissenschaft an die Katholisch-Theologische Fakultät der Universität Wien berufen, wo er bis Juni 1972 Lehrstuhlinhaber war und dem Religionswissenschaftlichen Institut vorstand. Von 1971 bis 1972 war er zunächst Prodekan (stellvertretender Dekan), dann Dekan.
Mynarek war verheiratet und hatte drei Kinder. Er lebte in Odernheim in der Nähe von Bad Kreuznach.

### Kirchenaustritt
1972 verfasste Mynarek einen 23 Seiten umfassenden offenen Brief an Papst Paul VI., in dem er die Aufhebung des Zölibats und eine Demokratisierung der katholischen Kirche forderte. Im selben Jahr gab er sein Priesteramt auf, trat aus der Kirche aus und heiratete. Eigenen Angaben zufolge war er damit der erste deutschsprachige Universitätsprofessor der katholischen Theologie im 20. Jahrhundert, der aus der Kirche austrat. Noch 1972 wurde ihm durch  Kardinal Franz König die kirchliche Lehrerlaubnis entzogen. Vom österreichischen Staat wurde er im November 1972 seines Amtes enthoben und in den Ruhestand versetzt. Mynarek sah darin einen Beweis für die weitgehende Verflechtung zwischen Kirche und Staat, die in Österreich und in Deutschland häufig zur Unterdrückung kirchenkritischer Meinungen führe.
In den meisten seiner Bücher – etwa in Herren und Knechte der Kirche, Eros und Klerus und Die Papst-Entzauberung – kritisiert er detailliert die Lehre der katholischen Kirche und deren sichtbare Auswirkungen. Er wirft der Kirche unter anderem ihre hierarchisch-undemokratische Struktur sowie die fehlende Gleichberechtigung der Frau vor. Außerdem kritisiert Mynarek die Sexualmoral der katholischen Kirche – das Hauptthema des Buches Eros und Klerus. In dem autobiographischen Buch Herren und Knechte der Kirche bemängelte er das von ihm erlebte Verhalten von Kirchenvertretern.

### Engagement in Organisationen
Mynarek arbeitete seit seiner Zwangspensionierung als freier Schriftsteller. Er war Mitbegründer der Bundesarbeitsgemeinschaft Christen in Bündnis 90/Die Grünen, gehörte der Partei aber nur kurze Zeit an. In den 1970er Jahren näherte er sich der Deutschen Unitarier Religionsgemeinschaft an, in deren Auftrag er 1979 sein Buch Orientierung im Dasein verfasste. Mynarek schrieb zahlreiche Beiträge für die Zeitschrift diesseits, die Hauptpublikation und Mitgliederzeitschrift des Humanistischen Verbandes Deutschlands (HVD), und für die Zeitschrift Aufklärung und Kritik, deren Mitherausgeber er war. Sein Buch Die neue Inquisition erschien 1999 im Verlag Das Weiße Pferd, das Buch Verrat an der Botschaft Jesu im Gabriele-Verlag Das Wort der neuen religiösen Bewegung Universelles Leben (UL), der er nach eigenen Angaben jedoch nicht angehörte. Zudem trat er in mehreren Fernsehsendungen im TV-Programm des UL auf und nahm als Redner auf zahlreichen von der Sekte organisierten kirchenkritischen Veranstaltungen teil. In der Verbandsgemeinde Bad Sobernheim kandidierte er für die Partei Die Linke bei der Kommunalwahl 2009.

## Veröffentlichungen (Auswahl)
- Johannes Hessens Philosophie des religiösen Erlebnisses (Abhandlungen zur Philosophie, Psychologie und Soziologie der Religion, N.F., Heft 7/8). Schöningh, München 1963.
- Der Mensch – Sinnziel der Weltentwicklung. Entwurf eines christlichen Menschenbildes auf dem Hintergrund eines dynamisch-evolutionären Kosmos unter besonderer Berücksichtigung von Ideen H. Schells und Teilhard de Chardins. Schöningh, München 1967. Zugleich Habilitationsschrift 1966.
- Mensch und Sprache. Über Ursprung und Wesen der Sprache in ihrer anthropologischen Valenz. Herder, Freiburg 1967. Zugleich Habilitationsschrift 1966.
- Gott oder der Mensch im Mittelpunkt? Christozentrik als Versöhnung von Theozentrik und Anthropozentrik. Auer, Donauwörth 1968.
- Der Mensch, das Wesen der Zukunft. Glaube und Unglaube in anthropologischer Perspektive. Schöningh, München 1968.
- Existenzkrise Gottes? Der christliche Gott ist anders. Winfried-Werk, Augsburg 1969.
- Herren und Knechte der Kirche. Kiepenheuer & Witsch, Köln 1973, ISBN 3-462-00970-2; neubearbeitete Auflage: Ahriman, Freiburg 2002, ISBN 3-89484-504-X.
- Der kritische Mensch und die Sinnfrage. Vor dem Hintergrund einer säkularisierten Welt. Selbstverlag, Berlin 1976.
- Religion. Möglichkeit oder Grenze der Freiheit. Wissenschaft und Politik, Köln 1977, ISBN 3-8046-8538-2.
- Eros und Klerus. Vom Elend des Zölibats. Econ, Düsseldorf 1978, ISBN 3-430-16960-7; Neuauflage: Die Blaue Eule, Essen 1999, ISBN 978-3-89206-950-8.
- Orientierung im Dasein. Der Lebensweg des Menschen in ganzheitlich-religiöser Sicht. Verlag Deutscher Unitarier, München 1979, ISBN 3-922483-03-8.
- Zwischen Gott und Genossen. Als Priester in Polen. Ullstein, Berlin 1981, ISBN 3-550-07944-3.
- Religiös ohne Gott? Neue Religiosität der Gegenwart in Selbstzeugnissen. Eine Dokumentation. Erb, Düsseldorf 1983, ISBN 3-88458-057-4.
- Verrat an der Botschaft Jesu. Kirche ohne Tabu. Das Wort, Rottweil 1986, ISBN 3-89201-001-3.
- Ökologische Religion. Ein neues Verständnis der Natur. Goldmann, München 1986, ISBN 3-442-12005-5.
- Die Vernunft des Universums. Auf der Suche nach den Lebensgesetzen von Kosmos und Psyche. Goldmann, München 1988; Neuauflage: Die Blaue Eule, Essen 2003, ISBN 3-89924-066-9.
- Die Kunst zu sein. Philosophie, Ethik und Ästhetik sinnerfüllten Lebens. Mehr Wissen, Düsseldorf 1989; Neuauflage: Die Blaue Eule, Essen 1998, ISBN 3-89206-877-1.
- Mystik und Vernunft. Walter, Olten 1991; überarbeitete Neuauflage: LIT, Münster 2001, ISBN 978-3-8258-5312-9.
- Denkverbot. Fundamentalismus in Christentum und Islam. Knesebeck, München 1992; Neuauflage: Asku-Presse, Bad Nauheim 2006, ISBN 3-930994-16-X.
- Erster Diener Seiner Heiligkeit. Ein kritisches Portrait des Kölner Erzbischofs Joachim Meisner. Kiepenheuer & Witsch, Köln 1993.
- Jesus und die Frauen. Das Liebesleben des Nazareners. Eichborn, Frankfurt am Main 1995; Neuauflage: Die Blaue Eule, Essen 1999, ISBN 978-3-89206-935-5.
- Das Gericht der Philosophen. Ernst Bloch – Erich Fromm – Karl Jaspers über Gott – Religion – Christentum – Kirche. Die Blaue Eule, Essen 1997, ISBN 3-89206-808-9.
- Die neue Inquisition. Sektenjagd in Deutschland. Mentalität – Motivation – Methoden kirchlicher und staatlicher Sektenbeauftragter. Das Weiße Pferd, Marktheidenfeld 1999, ISBN 3-9808322-1-X.
- Casanovas in Schwarz. Zehn Schlüsselgeschichten über Priesteraffären mit Frauen. Die Blaue Eule, Essen 2000, ISBN 3-89206-339-7.
- Unsterblichkeit. Die Blaue Eule, Essen 2005, ISBN 3-89924-133-9.
- Der polnische Papst. Bilanz eines Pontifikats. Ahriman, Freiburg 2005, ISBN 3-89484-602-X (Verlagsseite: Rezensionen, Inhaltsverzeichnis, Vorwort).
- Papst-Entzauberung. Das wahre Gesicht des Joseph Ratzinger und die exakte Widerlegung seiner Thesen. Books on Demand, Norderstedt 2007, ISBN 978-3-8334-8033-1.
- Eine Jugend im Osten des Dritten Reiches. Die Blaue Eule, Essen 2008, ISBN 978-3-89924-217-1.
- Die neuen Atheisten. Ihre Thesen auf dem Prüfstand. Die blaue Eule, Essen 2010, ISBN 978-3-89924-302-4.
- Luther ohne Mythos. Das Böse im Reformator. Ahriman, Freiburg 2012, ISBN 978-3-89484-609-1.
- Warum auch Hans Küng die Kirche nicht retten kann. Eine Analyse seiner Irrtümer. Tectum, Marburg 2012, ISBN 978-3-8288-3020-2.
- Wertrangordnung und Humanität. Zur Humanismus-Debatte zwischen Atheisten, Pantheisten, Monotheisten und Agnostikern. Die Blaue Eule, Essen 2014, ISBN 978-3-89924-376-5.
- Papst Franziskus. Die kritische Biografie. Tectum, Marburg 2015, ISBN 978-3-8288-3583-2.
- Vom wahren Geist der Humanität – Der evolutionäre Naturalismus ist kein Humanismus – Die Giordano-Bruno-Stiftung in der Kritik. NIBE Verlag, Alsdorf 2017, ISBN 978-3-947002-32-0.
- Jenseits der Todesschwelle. NIBE Verlag, Alsdorf 2018, ISBN 978-3-947002-66-5.
- Religiös ohne Gott? NIBE Verlag, Alsdorf 2018, ISBN 978-3-947002-59-7.

## Aufsätze
- Gedanken zur Logik der Macht. In: Aufklärung und Kritik 1/1998, S. 27 ff.
- Das Phänomen Deschner – Größe und Grenzen (PDF-Datei; 50 kB).
- Das Vermächtnis des Papstes? Zum neuen Buch von Johannes Paul II. (PDF-Datei; 32 kB).
- Größte Arroganz im Gewand tiefster Demut. Papst Franziskus: Moralprediger Nummer 1 und die Frage seiner Legitimität.